# Sármellék
Sármellék (kroatisch Šamelik) ist eine ungarische Gemeinde im Kreis Keszthely im Komitat Zala. Zu Sármellék gehört der Ortsteil Égenföld, der bis 1941 eine eigenständige Gemeinde war. In der Gemeinde befindet sich der Flughafen Hévíz-Balaton.

## Geografische Lage
Sármellék liegt 28 Kilometer südöstlich des Komitatssitzes Zalaegerszeg, 9 Kilometer südwestlich des Zentrums der Kreisstadt Keszthely sowie ungefähr 5 Kilometer westlich des Balaton. Nachbargemeinden sind Szentgyörgyvár, Alsópáhok, Zalavár, Esztergályhorváti und Zalaapáti.

## Geschichte
Im Jahr 1913 gab es in der Kleingemeinde Sármellék 316 Häuser und 1795 Einwohner auf einer Fläche von 4631 Katastraljochen und in der Kleingemeinde Égenföld 46 Häuser und 252 Einwohner auf einer Fläche von 1675 Katastraljochen. Beide Kleingemeinde gehörten zu dieser Zeit zum Bezirk Keszthely im Komitat Zala. 1941 kam es zum Zusammenschluss von Sármellék und Égenföld.

## Städtepartnerschaften
- Cernat, Rumänien
- Nußdorf ob der Traisen, Österreich
- Utrine, Serbien[5]

## Söhne und Töchter der Gemeinde
- Mária Berzsenyi (* 1946), Handballtorfrau

## Sehenswürdigkeiten
- Patrona-Hungariae-Statue, erschaffen 1921
- Römisch-katholische Kirche Keresztelő Szent János, erbaut 1839, restauriert 1998
- Römisch-katholische Friedhofskapelle Keresztelő Szent János
- Szentháromság-Statue aus dem 19. Jahrhundert

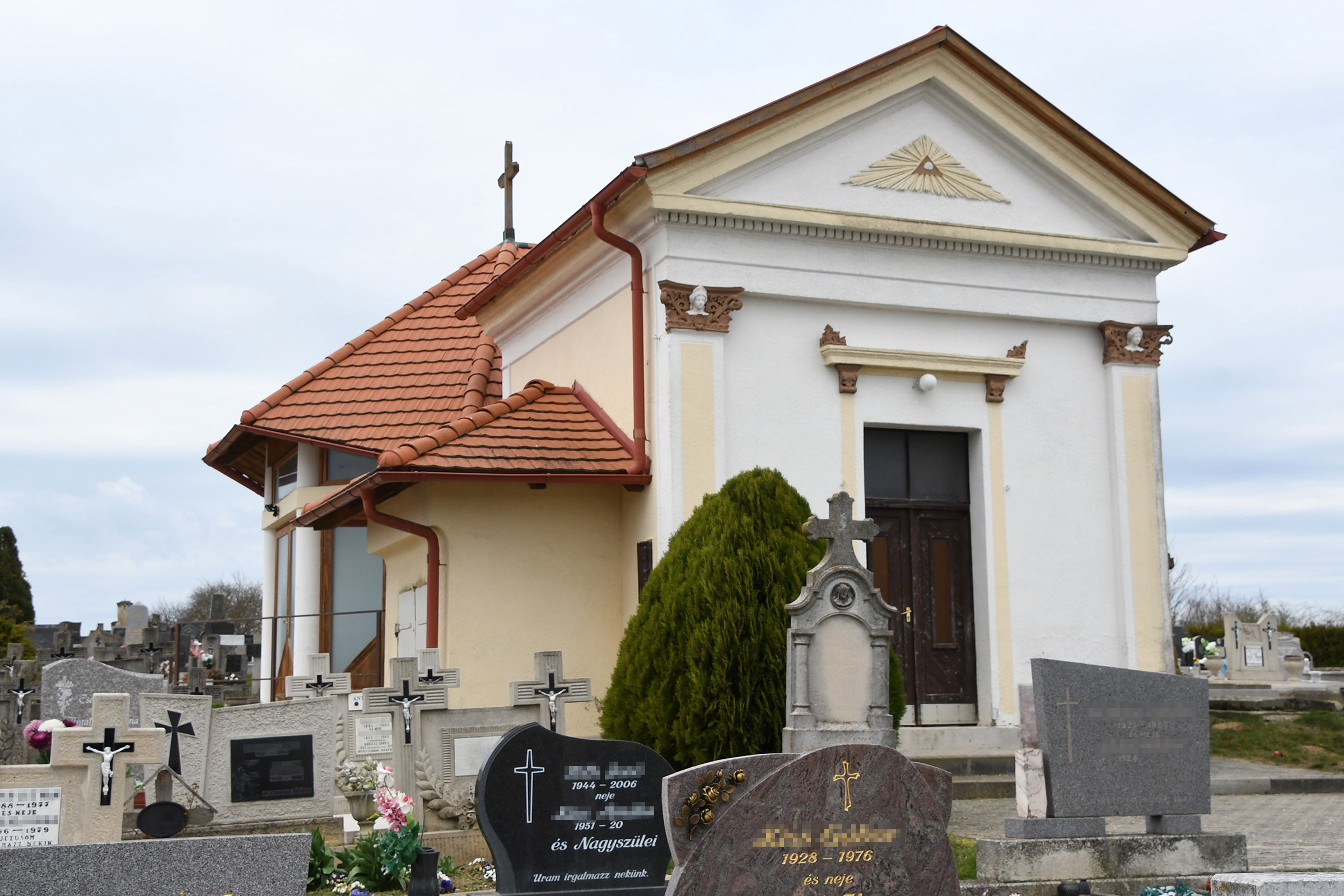
Friedhofskapelle Keresztelő Szent János
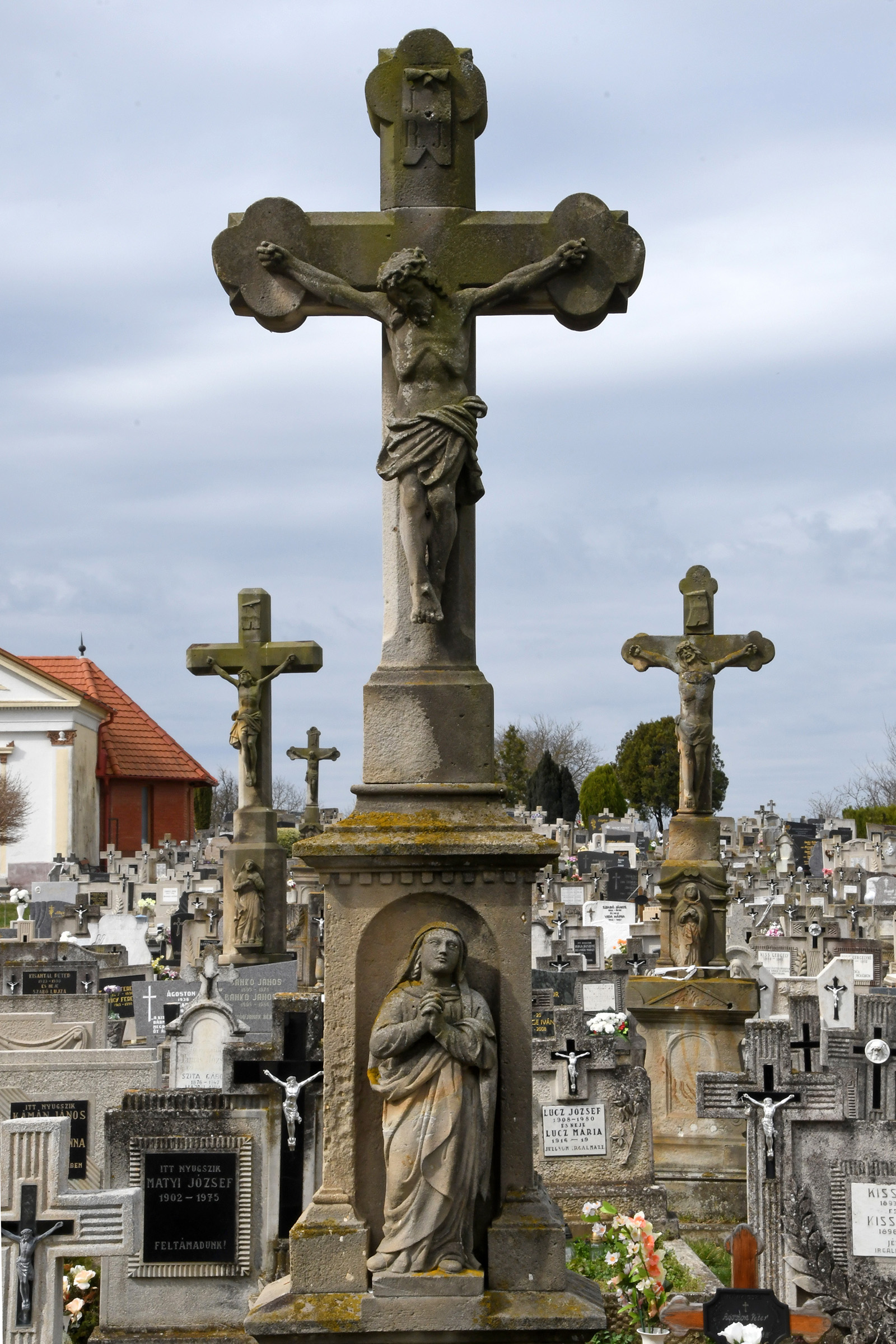
Kruzifix auf dem Friedhof
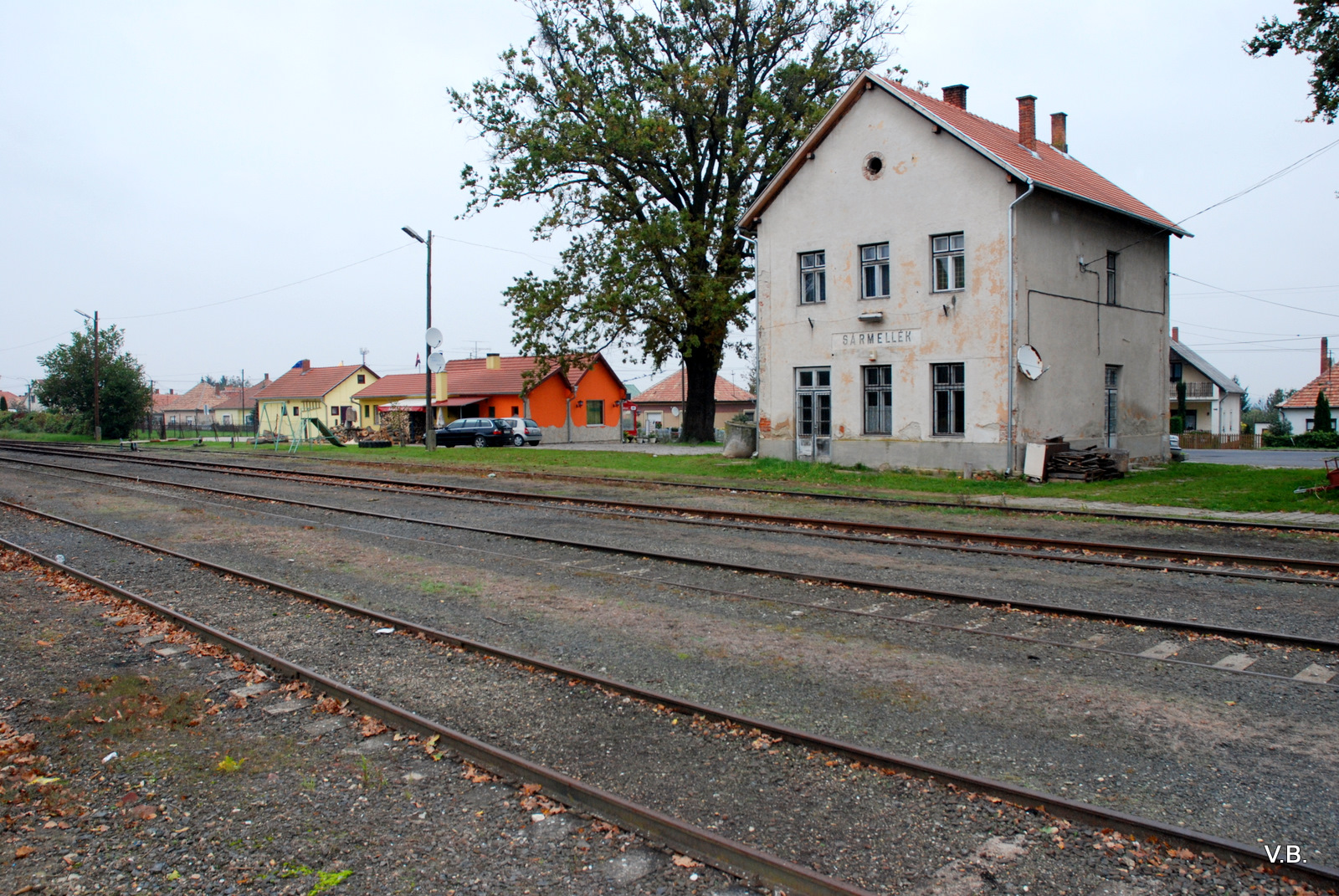
Bahnhofsgebäude
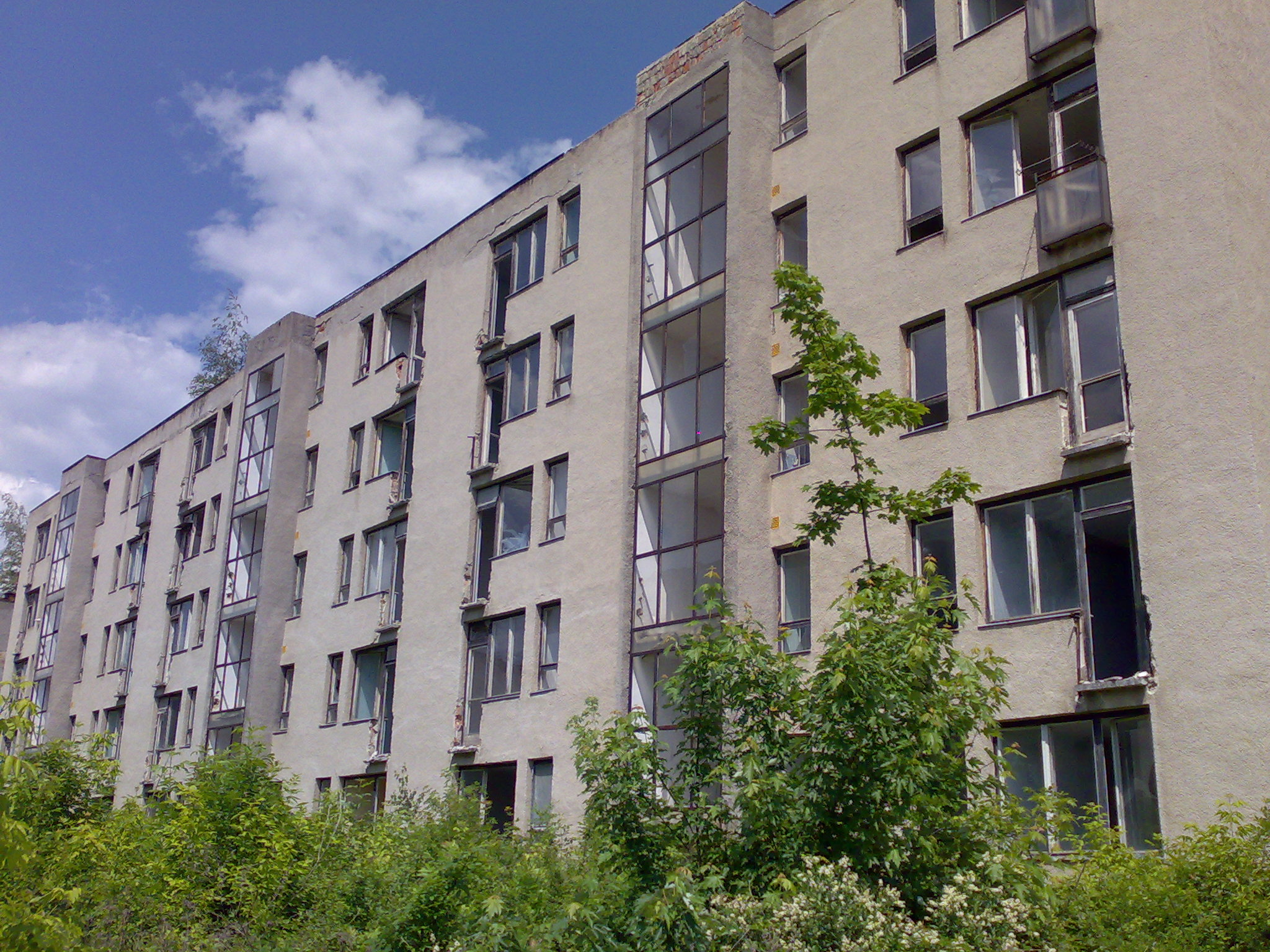
Ehemaliger Wohnkomplex des sowjetischen Fliegerregiments

## Verkehr
In der Gemeinde befindet sich der Flughafen Hévíz-Balaton. Durch Sármellék verläuft die Hauptstraße Nr. 76, auf die die Landstraßen Nr. 6831 von Süden und Nr. 7509 von Norden münden. Es bestehen Busverbindungen über Alsópáhok nach Hévíz und nach Keszthely sowie über Zalavár und Zalakaros nach Nagykanizsa. Der nächstgelegene Bahnhof befindet sich östlich in Balatonszentgyörgy.